# Journal of Morphology
El Journal of Morphology (J. Morphol.) és una revista científica publicada per Wiley-Blackwell. Fou fundat el 1887 i surt amb una periodicitat mensual. S'hi presenten obres de diversos àmbits de la morfologia.
El 2014 tenia un índex d'impacte d'1,735. Segons l'ISI Web of Knowledge, això el situava en vuitè lloc entre vint revistes de la categoria «Anatomia i Morfologia».